# Erythroxylum riverae
Erythroxylum riverae es una especie de planta perteneciente a la familia Erythroxylaceae. Se distribuye en Colombia.

## Taxonomía
Erythroxylum riverae fue descrita por Orlando Adolfo Jara-Muñoz y Juan Diego García-González, y la descripción publicada en Caldasia 32(2): 289–293, f. 1A–G en 2010.